# Рангел Рангелов (офицер)
Рангел Лозанов Рангелов е български инженер, офицер, генерал-майор.

## Биография
Роден е на 14 юни 1940 г. Завършва 40-ти випуск на Полувисшия железопътен институт „Тодор Каблешков“ (1965). Между 1967 и 1972 г. учи във Военната академия „Тил и транспорт“ в Санкт Петербург, специалност „Строителство и възстановяване на железопътни мостове“. От февруари 1992 до 22 март 1994 г. е началник на Войските на Министерството на транспорта (ВМТ). На 9 февруари 2000 г. е освободен от длъжността началник на Управление „Отбранително-мобилизационна подготовка“ на Министерство на транспорта и съобщенията. На 7 юли 2000 г. е удостоен със звание генерал-майор (2 звезди) и освободен от кадрова военна служба. Умира през 2021 г.